# NGC 190
NGC 190 è una vasta e lontana galassia a spirale situata nella costellazione dei Pesci.

## Descrizione
La galassia ha una classe di luminosità I-II.
Assieme alle galassie PGC 2322, PGC 2325 e PGC 2326, NGC 190 forma il Hickson Compact Group HCG 5.

## Scoperta
NGC 190 è stata scoperta il 22 ottobre 1886 dall'astronomo americano Lewis Swift.